# Мала села (Литија)
Мала села (словен. Mala sela) је насељено место у општини Литија, Засавска регија, Словенија.

## Историја
До територијалне реорганизације у Словенији била су у саставу старе општине Литија.

## Становништво
У попису становништва из 2011. године, Мала села су имала 33 становника.
| Број становника према пописима | Број становника према пописима | Број становника према пописима |
| ------------------------------ | ------------------------------ | ------------------------------ |
| 1991                           | 2002                           | 2011                           |
| 46                             | 26                             | 33                             |

Напомена: До 1955. исказивано под именом Села. Године 1995. смањен за део насеља који је проглашен за ново самостално насеље Толсти Врх.